# Fernando Compte
Fernando Compte (Barcelona, 26 de diciembre de 1930 – Madrid, 8 de septiembre de 2013) fue un entusiasta de la lucha libre española que llegó a ser presidente de la Asociación Española de Lucha Libre y secretario general de la Federación Internacional de Lucha Amateur (FILA). En 1984 fue el fundador y primer presidente de la Federación Internacional de Sambo (Federación Internacional de Sambo).

## Carrera
Aunque nació en Barcelona, vivió casi toda su vida en Madrid junto a otro periodo en Venezuela. Compte fue presidente de la Federación Española de lucha libre en 1970. El 21 de julio de 1977 fue reelegido presidente frente a su rival en esas elecciones Daniel Ochoa.
Fernando Compte se convirtió en Secretario General de la Federación Internacional Amateur de lucha libre (FILA), donde se interesó por el Sambo. En 1974 fue Presidente de la Comisión FILA para asuntos del Sambo y, dos años después, fue Presidente del Comité Internacional de Sambo. En 1977, trajo el Primer Mundial de Sambo a España, celebrándose en Oviedo.
Por sugerencia de Milan Ercegan, Presidente del FILA, Compte separó el Sambo de la Federación Internacional de Lucha (FILA) y creó una federación independiente para el Sambo en el congreso de  Jönköping, Suecia en 1984 y fue elegido el primer Presidente de la Fédération Internationale de Sambo (FIAS). En 1985, tuvo que renunciar a su posición como Secretario general de la FILA, para convertirse en miembro honorario. Ocupó el cargo de presidente de la FIAS durante siete años.
En 1990 vivió en Venezuela y luchó para intentar que el Sambo fuera reconocido como deporte olímpico.
Fernando Compte murió el 8 de septiembre de 2013 en Madrid a la edad de 89 años. Dejó mujer (Eva Balle) y cinco hijos (Ana, Fernando, Christian, Adam y Carolina).

## Obras
- Lucha libre olímpica. Publicado en 1968 en Madrid como parte de la colección Deportes Olímpicos, el libro describe las diferentes modalidades de lucha libre practicadas en España, con especial atención a los aspectos reglamentarios y técnicos.[11]